# Hyleoglomeris beroni
Hyleoglomeris beroni är en mångfotingart som beskrevs av Jean-Paul Mauriès 1984. Hyleoglomeris beroni ingår i släktet Hyleoglomeris och familjen klotdubbelfotingar. Inga underarter finns listade i Catalogue of Life.